# St. Adalbert (Międzyrzecz)

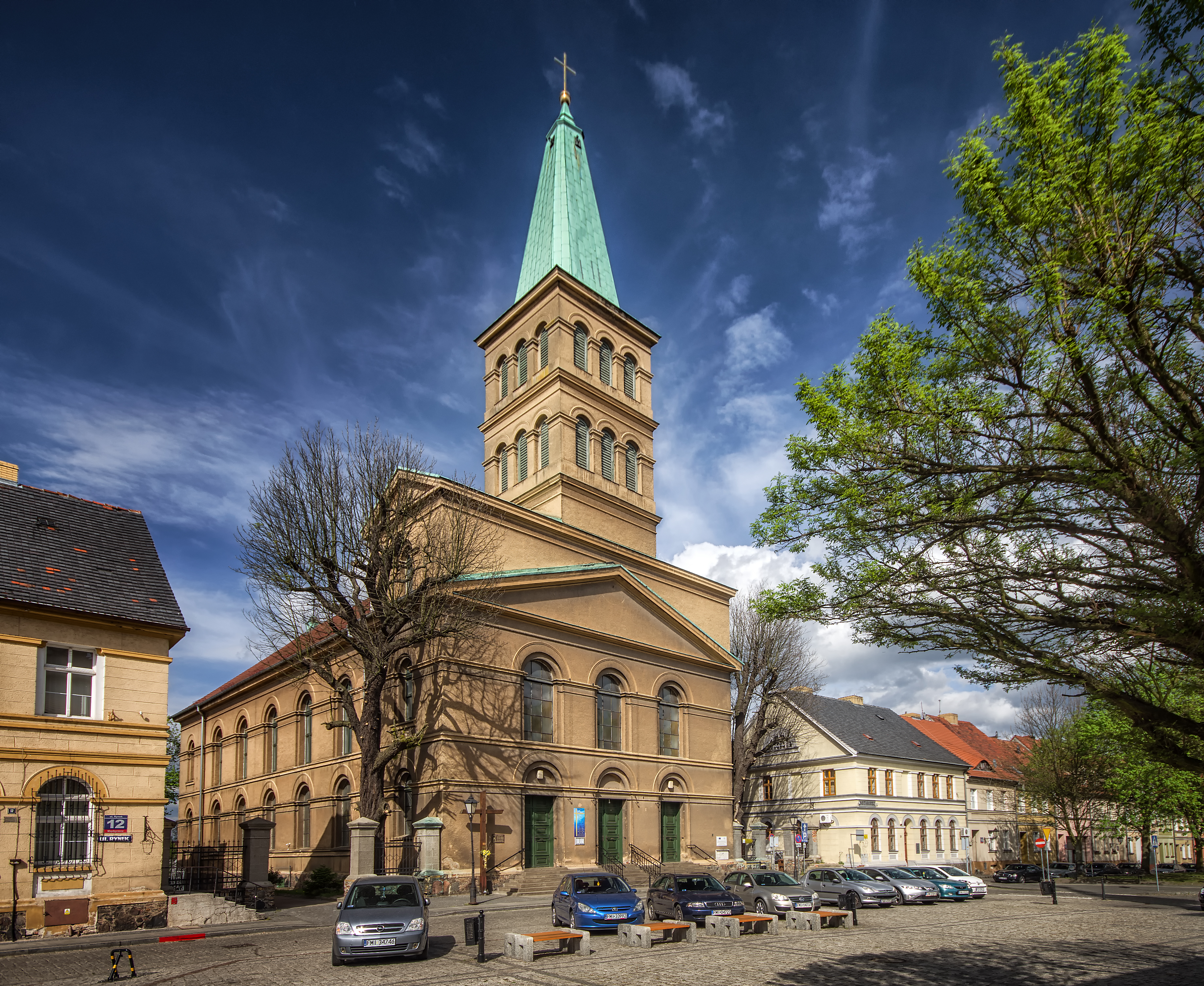
Schinkelkirche St. Adalbert, Meseritz

St. Adalbert ist eine klassizistische Kirche in Międzyrzecz (deutsch: Meseritz) in der Woiwodschaft Lebus in Polen. Erbaut als evangelische Kirche innerhalb der Kirchenprovinz Posen der evangelischen Landeskirche in Preußen, gilt sie als wichtiger Sakralbau Karl Friedrich Schinkels, der typologisch der Johanniskirche in Zittau nahesteht.

## Geschichte
In Meseritz hatte die evangelische Bevölkerungsmehrheit ab 1545 zunächst die katholische Pfarrkirche genutzt und im 17. und 18. Jahrhundert eigene Kirchen gebaut, die aber jeweils abbrannten. Nach dem letzten Brand 1827 wurde der Bau einer Steinkirche beschlossen. Die 1828 bei der preußischen Oberbaudeputation eingereichten Baupläne wurden dort verworfen. Da der Bau aber schon begonnen worden war, musste eine Umplanung vorgenommen werden, die Schinkel übernahm. Seine Änderungsentwürfe würden ab 1829 vollständig umgesetzt. 1834 waren die Arbeiten abgeschlossen. Die evangelische Kirchengemeinde gehörte zur Kirchenprovinz Posen, ab 1923 zur Kirchenprovinz Grenzmark Posen-Westpreußen. Nach der Flucht und Vertreibung der deutschen Bevölkerung wurde die Kirche 1947 von der römisch-katholischen Kirche übernommen. 

## Bauwerk
Der verputzte Rechteckbau wurde in städtebaulich hervorragender Position auf einem platzartigen Grundstück in der Bauflucht des Rings errichtet. Die Schmalseiten sind dreiachsig, die Längsseite achtachsig, wobei in jeder Achse zwei Rundbogenfenster übereinander stehen. An den Längsseiten sind die jeweils äußersten Achsen risalitartig vorgezogen. Im Süden sind diese Achsen durch einen Riegelbau überhöht, der das Dach verdeckt und den Turm aufgeschultert wirken lässt. Wesentliche Gliederungselemente der Fassaden sind Gesimse auf Höhe der Kämpfer und Sohlbänke, die um das ganze Gebäude herumgezogen sind und mit den einfach abgetreppten Fenstergewänden verkröpft sind. Der Turm mit zwei Freigeschossen hat einen steilen Knickhelm  mit abgestumpfter Spitze.

## Innenraum

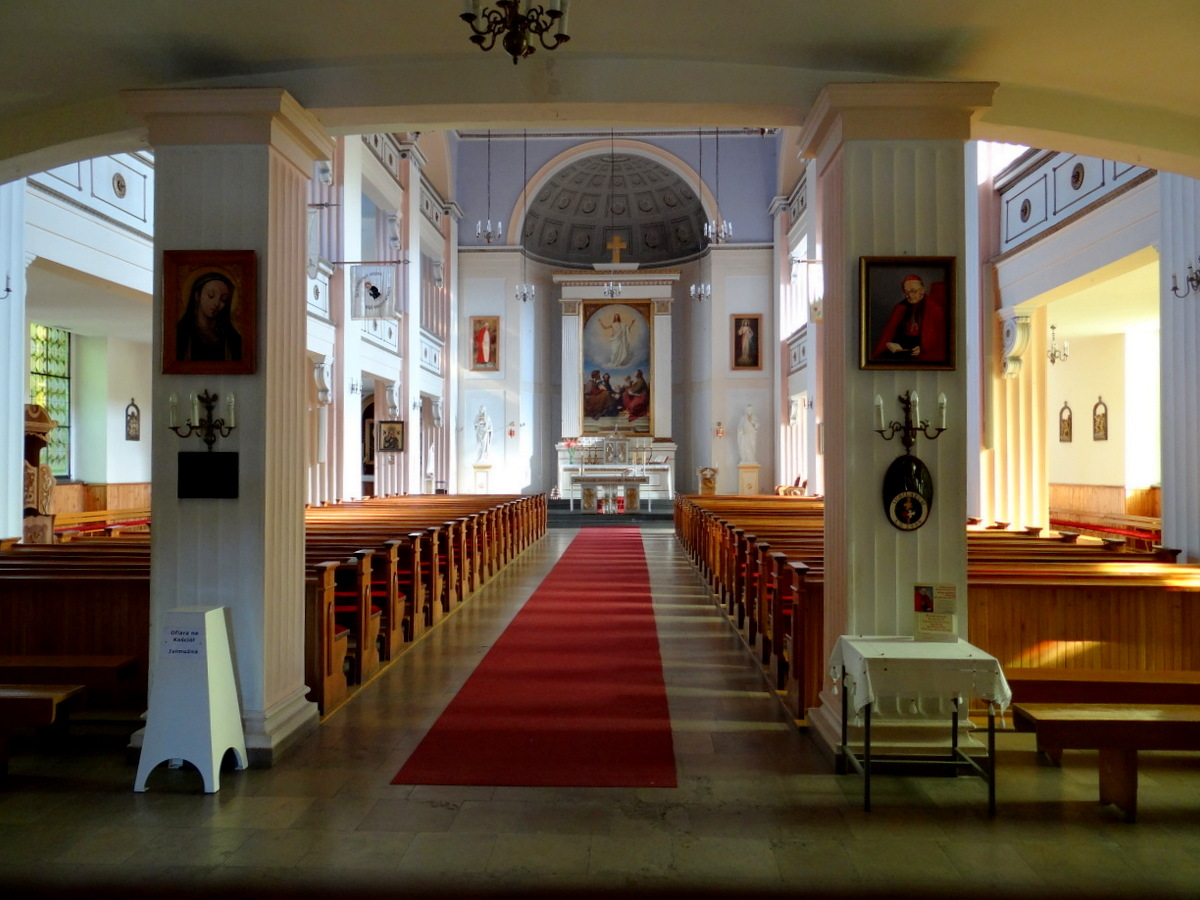
Innenraum

Der Innenraum ist eine hohe flachgedeckte Emporenhalle. Durch die dominante Gestaltung der Brüstungen ist der Innenraum als Saal mit Anräumen charakterisiert. Das Altarbild „Verklärung Christi“ schuf Julius Hübner.

## Ensemble
Zum Bauensemble gehören die spiegelsymmetrisch gestalteten Bauten des Schulhauses und des Pfarrhauses. Diese sind zweigeschossig und haben im Erdgeschoss Rundbogenfenster, im Obergeschoss Rechteckfenster.